# Derby Casertana-Salernitana
Il derby Casertana-Salernitana è la sfida che vede come avversarie le principali società calcistiche di Caserta e Salerno. Il primo incontro ufficiale risale al 1941 e da allora sono state giocate complessivamente cinquantatré partite sommando quelle di terza serie (Serie C, Serie C1, Lega Pro) e quelle di Coppa Italia. A esse si aggiungono altri due match non ufficiali giocati nel Campionato campano 1945 durante la seconda guerra mondiale.  
Sin dagli albori tale derby si è caratterizzato per episodi di disordini sia in campo sia fuori. Non a caso le due tifoserie sono divise da una forte rivalità che ha raggiunto il suo culmine negli anni ottanta, quando entrambe le squadre partecipavano stabilmente alla Serie C1 e gareggiavano per il vertice della classifica. Dopo il fallimento del rossoblù del 1993 le due squadre non si sono più incontrate per molto tempo, il che ha fatto scemare leggermente la rivalità su sponda salernitana, mentre continua ad essere quella principale per i sostenitori casertani.
È stato inoltre immortalato dal regista Francesco Del Grosso nel suo film 11 metri, incentrato sulla figura del giocatore della Salernitana Agostino Di Bartolomei. La pellicola infatti contiene uno spezzone di un rigore tirato dal calciatore durante un derby giocato allo stadio Alberto Pinto di Caserta.

## Storia

### Anni quaranta
I primi anni della storia della Casertana furono segnati da una mancanza di stabilità economica tale da partecipare a campionati di alto livello, motivo per cui dal 1936 al 1941 ebbe modo di confrontarsi esclusivamente con la squadra B della Salernitana, che invece giocava in categorie superiori.
Nel 1941-42 le due compagini si incontrarono per la prima volta durante il campionato di Serie C. La prima sfida fu giocata a Salerno allo stadio Donato Vestuti e vide lo schiacciante trionfo della squadra di casa (al tempo in maglia bianco-celeste) per 5-2, grazie al poker segnato da Vincenzo Margiotta. Anche la gara di ritorno vide l'affermazione dei Salernitani ma stavolta per 2-0 a tavolino. Ad ogni modo, la classifica finale certificò il divario tecnico tra le due squadre. Rispettivamente primi (poi penalizzati) i ragazzi di Margiotta, terzultimi i rossoblù.
La penalizzazione della Salernitana fece sì che il derby potesse essere giocato anche nella stagione 1942-43. La Casertana non riuscì a segnare in nessuna delle due occasioni: sconfitte 1-0 a Salerno e 0-4 in casa. I Salernitani al termine della stagione vinsero il campionato e la vittoria di Caserta restò l'ultimo derby giocato in epoca fascista.
Nel 1945 l'Italia era divisa dalla guerra e alcune società diedero vita al Campionato campano. Tra queste vi furono anche Casertana e Salernitana, con quest'ultima che contese fino all'ultimo il titolo allo Stabia di Romeo Menti, asso del Grande Torino. Anche in questa occasione la differenza tra le squadre fu enorme. Nella prima sfida vittoria per 5-2 da parte dei granata, con il solito Margiotta autore di una tripletta; la seconda invece, giocata sul campo Cucco di Caserta, fu decisa da Mario Fusco, calciatore casertano, che sul risultato di 1-3 per gli avversari diede un pugno all'arbitro che gli aveva annullato un gol. La partita, pur essendosi conclusa 2-5, fu omologata con il risultato di 0-2 a tavolino e Fusco, che da allora si guadagnò il soprannome di Mario Cazzotto subì una lunga squalifica.

### Anni cinquanta
Per avere un nuovo confronto si dovette aspettare fino al 1958-59, stagione in cui furono disputati ben tre incontri. Nonostante nell'arco del campionato le due squadre si mostrarono quasi alla pari (la distanza finale fu di soli tre punti in classifica, con i granata arrivati all'ultimo posto) la prima sfide vide la netta affermazione dei rossoblù, al loro primo successo nel derby, con il risultato di 5-0 (tripletta della bandiera Savastano). La gara di ritorno fu invece risolta a favore della Salernitana da una realizzazione di Del Gaudio all'87' (1-0 il finale). Vittoria salernitana anche nella gara estiva di Coppa Italia (3-2 in casa) nella partita che segnò l'esordio assoluto per i rossoblù nella competizione.
Le due formazioni si confrontarono anche nella stagione seguente, dato che non vi erano state retrocessioni. Nonostante i casertani si fossero mostrati superiori sui rivali (1-0 in casa con gol di Savastano nei minuti di recupero e 0-0 a Salerno), terminarono la stagione al penultimo posto ad una sola lunghezza dai granata e furono costretti a retrocedere in Promozione.

### Anni sessanta
Negli anni sessanta il derby divenne un appuntamento fisso della Serie C. Nel 1963 la Casertana passò all'imprenditore Giuseppe Moccia, inaugurando un periodo di grande prosperità in termini di risultati. Ciononostante, la stagione 1963-64 non vide vittorie nel derby (1-0 per la Salernitana al Vestui e 0-0 al Pinto). Nella stagione successiva, dopo il pareggio di Caserta dell'andata (1-1, vantaggio casalingo con Bongiovanni e pareggio di Scarnicci al 90'), i rossoblù riuscirono a espugnare per la prima volta lo stadio Vestuti con gol decisivo di Cavazzoni (1-2).
Se la stagione 1964-65 aveva visto una forte Casertana, che concluse terza a soli due punti dal primo posto, in quella 1965-66 fu la Salernitana a sorpassare i rivali, riuscendo addirittura a vincere il campionato. I granata si imposero in casa con il netto risultato di 3-0, in virtù della doppietta di Pierino Prati, mentre dovettero cedere i due punti nella gara di ritorno (1-0 allo scadere per i rossoblù, ancora gol di Cavazzoni). Il derby tornò quindi dopo due stagioni, nel 1967-68: il club dell'Ippocampo riuscì a pareggiare 1-1 grazie alla marcatura di Ronconi nel recupero, al ritorno invece vinse la Casertana ancora con gol di Cavazzoni.
Il campionato di Serie C 1968-69 è ricordato soprattutto per la penalizzazione della Casertana a fine campionato che le costò la promozione in Serie B e la conseguente Rivolta del pallone. I Falchetti trionfarono sui salernitani grazie alla doppietta dell'ex Cominato, mentre conquistarono un punto (0-0) sul campo dei granata. Gli anni sessanta si chiusero infine con un doppio pari (1-1 e 0-0), dando alla Casertana due punti che valsero la prima storica promozione in Cadetteria.

### Anni settanta
Casertana e Salernitana si ritrovarono nel 1971 in Serie C. La partita di ottobre al Pinto vide la vittoria granata per 1-2, con gol dell'ex Cominato, alla seconda stagione con i granata. Pareggio 2-2 nella gara di Salerno, con un gol per parte negli ultimi sei minuti di partita: dapprima Mimì Di Maio siglò il gol del vantaggio casertano all'84', mentre Roberto Rigotto pareggiò tre minuti più tardi. Entrambe le marcature avvennero su rigore.
Nella stagione 1972-73 doppia vittoria 1-0 per la Salernitana. In entrambi i casi le marcature furono segnate da Aldo Busilacchi, uno dei top scorer granata di sempre nel derby. Stesso copione anche l'anno seguente, con vittorie salernitane (0-2, doppietta di Busilacchi, e 1-0, gol di Santucci) senza subire gol.
I Falchetti interruppero il digiuno il 13 ottobre 1974, quando vinsero per 3-0 grazie alle due marcature su rigore del goleador rossoblù Marco Fazzi, ma la Salernitana si rifece nella gara di ritorno vincendo 1-0 (gol di Marchi). La stagione 1975-76 fu caratterizzata da difficoltà societarie della Casertana, che però riuscì a strappare lo stesso due pareggi (0-0 e 2-2) nonostante il divario tecnico. Tale campionato vide la retrocessione in Serie D dei Falchetti, che dunque non incontrarono più i rivali fino al 1981. Il 2-2 del 25 aprile 1976 fu l'ultimo derby giocato dalle due squadre senza tifoserie organizzare. Nel 1977 a Salerno nacque, infatti, la Granata South Force mentre nel 1979 a Caserta il Commando Ultrà Gradinata, poi confluito nei Fedayn Bronx.

### Anni ottanta, comincia l'epoca ultras
La stagione 1981-82 non fu caratterizzata da intemperanze tra le due tifoserie organizzate, come avverrà invece di lì a poco. Il doppio confronto terminò 0-0 nella gara di andata a Caserta, mentre al ritorno trionfarono i granata per 1-0 (gol di Giovanni Zaccaro) sui rossoblù allenati da Pietro Camozzi, all'esordio sulla panchina rossoblù.
Il 1982-83 segnò per sempre una svolta nelle due realtà ultras. Il 31 ottobre 1982 si giocò il derby di andata a Caserta. Sul risultato parziale di 0-0, nel secondo tempo l'arbitro Bruschini assegnò un calcio di punizione per gli ospiti dal limite dell'area avversaria. Marco Fracas segnò al secondo tentativo (dopo che l'arbitro aveva accordato la ripetizione del calcio piazzato) tra le proteste dei Falchetti. Tali proteste indussero l'arbitro a continuare la gara solo pro forma, rendendo vano il pareggio di Walter Casaroli in virtù dello 0-2 a tavolino. Nel frattempo le tifoserie entrarono per la prima volta in contatto nei pressi del settore ospiti. In un'intervista rilasciata anni dopo, lo storico capo ultrà della Salernitana Carmine Rinaldi (detto 'O Siberiano) raccontò di aver rischiato la vita nei suddetti scontri. Il ritorno, giocato al Vestuti di Salerno, si concluse per 1-1 (vantaggio ospite di Doto, pareggio granata di Del Favero.
Nel 1983-84 la Salernitana ebbe la meglio nella sfida di andata, giocata in casa, per 2-0, con i gol di Cavestro e Zaccaro. In quella di ritorno invece la spuntò per 1-0 la Casertana (rete di Paolo Franceschelli al 50').

## Statistiche
Dati aggiornati al 9 maggio 2015
|                     | Gare | Vittorie Casertana | Pareggi | Vittorie Salernitana | Gol Casertana | Gol Salernitana |
| Serie C/C1/Lega Pro | 52   | 11                 | 25      | 16                   | 46            | 49              |
| Coppa Italia        | 1    | 0                  | 0       | 1                    | 2             | 3               |
| Totale              | 53   | 11                 | 25      | 17                   | 48            | 52              |

Annotazioni
1. ↑  Escluse le complessive 4 reti assegnate a tavolino per gli incontri di Casertana-Salernitana 0-2 del 1941-42 e Casertana-Salernitana 0-2 del 1982-83
2. ↑  Il conteggio include tutte le gare di campionato e l'unica di Coppa Italia, escludendo tutte le partite non ufficiali

## Risultati
Elenco delle gare ufficiali dal 1941 ad oggi. Dati aggiornati al 9 maggio 2015.
| Stagione  | Competizione | Incontro              | A / R | A / R |
| --------- | ------------ | --------------------- | ----- | ----- |
| 1941-1942 | Serie C      | Salernitana-Casertana | 5-2   | 2-0   |
| 1942-1943 | Serie C      | Salernitana-Casertana | 1-0   | 4-0   |
| 1958-1959 | Serie C      | Casertana-Salernitana | 5-0   | 0-1   |
| 1958-1959 | Coppa Italia | Salernitana-Casertana | 3-2   | 3-2   |
| 1959-1960 | Serie C      | Casertana-Salernitana | 1-0   | 0-0   |
| 1963-1964 | Serie C      | Salernitana-Casertana | 1-0   | 0-0   |
| 1964-1965 | Serie C      | Casertana-Salernitana | 1-1   | 2-1   |
| 1965-1966 | Serie C      | Salernitana-Casertana | 3-0   | 0-1   |
| 1967-1968 | Serie C      | Salernitana-Casertana | 1-1   | 0-1   |
| 1968-1969 | Serie C      | Casertana-Salernitana | 2-0   | 0-0   |
| 1969-1970 | Serie C      | Casertana-Salernitana | 1-1   | 0-0   |
| 1971-1972 | Serie C      | Casertana-Salernitana | 1-2   | 2-2   |
| 1972-1973 | Serie C      | Salernitana-Casertana | 1-0   | 1-0   |
| 1973-1974 | Serie C      | Casertana-Salernitana | 0-2   | 0-1   |
| 1974-1975 | Serie C      | Casertana-Salernitana | 3-0   | 0-1   |
| 1975-1976 | Serie C      | Casertana-Salernitana | 0-0   | 2-2   |
| 1981-1982 | Serie C1     | Casertana-Salernitana | 0-0   | 0-1   |
| 1982-1983 | Serie C1     | Casertana-Salernitana | 0-2   | 1-1   |
| 1983-1984 | Serie C1     | Salernitana-Casertana | 2-0   | 0-1   |
| 1984-1985 | Serie C1     | Casertana-Salernitana | 1-0   | 1-1   |
| 1985-1986 | Serie C1     | Salernitana-Casertana | 1-1   | 1-3   |
| 1986-1987 | Serie C1     | Casertana-Salernitana | 1-1   | 1-1   |
| 1987-1988 | Serie C1     | Casertana-Salernitana | 0-0   | 1-1   |
| 1988-1989 | Serie C1     | Casertana-Salernitana | 0-0   | 2-2   |
| 1989-1990 | Serie C1     | Casertana-Salernitana | 2-2   | 2-2   |
| 1992-1993 | Serie C1     | Casertana-Salernitana | 0-0   | 2-2   |
| 2014-2015 | Lega Pro     | Casertana-Salernitana | 1-0   | 1-1   |

Annotazioni
1. 1 2  Partita vinta a tavolino

## Marcatori
| 5 gol: Michele Savastano (Casertana) 4 gol: Vincenzo Margiotta, Aldo Busilacchi, Agostino Di Bartolomei (Salernitana) 3 gol: Maurizio Cavazzoni, Marco Fazzi (Casertana); Giovanni Zaccaro (Salernitana); Giampaolo Cominato (2 Casertana/1 Salernitana) 2 gol: Giulio Martina, Paolo Doto, Luca Mariotti, Domenico Petriello, Moreno Solfrini, Marco Mancosu (Casertana); Vittorio Coccia, Aldo Prata Pizzala, Ferdinando Del Gaudio, Pierino Prati, Roberto Rigotto, Antonio De Vitis, Giacinto Di Battista (Salernitana). |